# 에오라사우루스

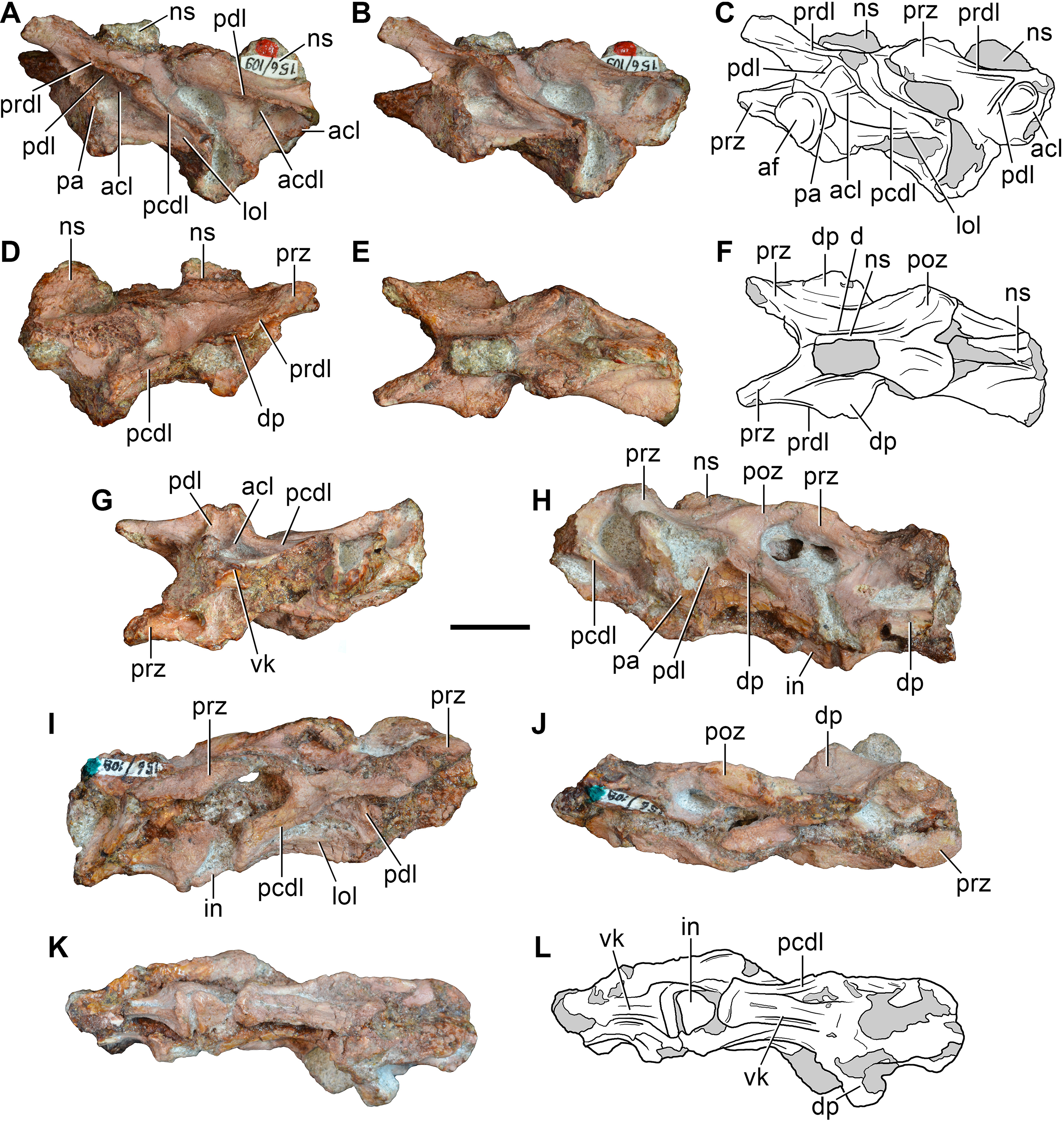

에오라사우루스(학명:Eorasaurus olsoni)는 아공룡목 아공룡과에 속하는 도마뱀이다. 지금은 멸종한 종으로서 전체적인 몸길이가 4~6m인 거대한 도마뱀에 속한다.

## 특징
에오라사우루스의 각 경추의 몸통이나 중심은 불규칙적으로 많은 능선(하미내)과 구덩이(화채)를 가지고 있다. 에즈쿠라 외 연구진(2014년)은 에오라사우루스의 경추 사이에 쐐기 모양의 뼈가 추가되어 있다는 점에 주목한다. 이는 인터센트라 부족을 보도한 센니코프의 원래 설명과는 차이가 있다. 표본의 신경 아치는 센트라와 완전히 융합되어 있어 개인이 죽었을 때 어른이었음을 알 수 있다. 에오라사우루스의 척추에 있는 특징들의 조합은 그것을 다른 파충류들과 구별한다. 주 늑골 면(diapophys)은 프리지고디아파피세(prezygodiapophyseal)라고 불리는 뼈의 능선을 통해 척추의 다른 부분과 연결된다. 층류는 경추의 불규칙한 다각형 모양의 형태와 함께 대퇴골의 특징이다. 에오라사우루스의 한 자토모피(유일하게 파생된 특성)는 센트로디아피피소(Centrodiapophycle lamina)의 밑부분에서 갈라져 나와서 센트로디아피소피소(Centrodiapophyposal fossa)를 가로지르는 추가적인 라미나의 존재이다. 또한 양턱에는 총 15~30개의 톱니 모양의 삼각형 이빨들을 가지고 있다. 분류학적으로 본다면 에오라사우루스(Eorasaurus)는 유럽과 러시아 타타르스탄의 고생대 후기 페름기(후기 카피타니아 시대 또는 초기 우치아핑기 시대)에서 알려진 대퇴종 파충류의 멸종된 속이다. 단일종인 에오라사우루스 올소니를 함유하고 있다. 원래 센니코프(1997년)에 의해 설명되었을 때 에오라사우루스는 초기 아크로모프(Archosauromorphia)로 확인되어 프로토로사우루스과에 배속되었고 에즈쿠라 외 연구진(2014년)과 에즈쿠라(2016년)는 후에 에오라사우루스를 재분류하여 아코사우루스균군 안에 두었다. 에오라사우루스는 목 부위로부터 온 화석 물질만을 기반으로 하기 때문에 혈전 분석에서 불안정한 세손으로 간주된다. 에오라사우루스가 아쿠아사우루스형이라면 이 그룹의 알려진 가장 오래된 멤버일 것이며 이전의 기록 보유자(프로테로수치드 아르코사우루스)의 날짜를 미리 정할 것이다. 에오라사우루스는 고생물학자인 안드레이 G. 센니코프에 의해 1997년에 이름 지어졌다.그것은 네개 시편 한 사람의 개인인 PIN156/108 PIN156/111을 통해를 대표하는 경기에서 알려져 있다. 이 네 개의 표본은 1930년대 러시아 타타르스탄의 볼가 강 근처에서 발견되었다. 그들은 9명 척춘 것뿐만 아니라 등서 늑골 두 팔다리 뼈로 구성되어 있다. 두 개의 경추(목 척추뼈)를 검체 PIN 156/109로 명명하고 홀형(holotype)으로 지정했다. 긴 뼈와 다른 조각의 부분에서는 동안에 PIN156/111는 아마도 표본 PIN156/108 목 뒤에서 3cervicals을 나타내는 PIN156/110, 4dorsals 목 근처에(다시vertebrae)갈빗대고 나타낸다. 이 물질은 볼가 강 유역에 있는 세베로드비니안 상층 지평선(일명 북디비나 고라이존트)의 세민오브래그 지역에서 수집되었다. 에오라사우루스는 척추의 구조에 근거하여 거의 확실히 아르코사우로모르파라 불리는 파충류 집단의 일원이며 악어와 새를 현대적인 대표로 포함하고 있다. 크라운 그룹 아코사우리아(새와 악어의 가장 최근의 공통 조상에 의해 정의되는 쇄설이다.)의 바깥에 떨어지는 기저 세손이다. 1997년 에오라사우루스 올소니가 처음 설명되었을 때 센니코프는 현재 서유럽에 있는 에오라사우루스(중간 우치아피안)와 거의 비슷한 시기에 살았던 '프로토라사우루스 스페니'의 종인 프로토로사우루스 스페니의 가까운 친척이라고 확인했다. 프로토로사우루스(Protorosaurusia)는 목이 긴 트라이아스기 종의 다양성을 포함하는 아르코사우로모르파 내의 집단이다. 몇몇 연구들은 아르코사우로모르파와 자매집단인 레피도사우로모르파 사이의 분열에 가까운 가장 기초적인 주요 아크로모르프들의 층을 고려했는데 그들의 현대적인 대표자는 도마뱀과 뱀이다. 프로토로사우르시아의 단독성은 논쟁의 여지가 있으며 많은 연구들이 그것을 자연적인 쇄골이라기 보다는 초기 아크로모형의 등급으로 간주하고 있다. 그러나 에즈쿠라 외 연구진(2014년)이 에오라사우루스 올소니를 친족유전학적 분석에 처음으로 포함시켰을 때에 그들은 그것이 아르코사우로모르파 내에서 더 파생된 쇄골인 아코사우루스균의 일원임을 발견했다. 아코룡균류 내 배치 지지는 진화 융합을 통해 익룡에도 존재하는 단일한 문자(경추에 후지반지반엽의 존재)에 기초하여 약했다.에오라사우루스(Eorasaurus)가 더 기초적인 대공룡형체라기보다는 대공룡형체라면 수 백만 년 이상 가장 오래된 대공룡형이 될 것이다. 두 번째로 나이가 많은 사람은 폴란드와 러시아의 최신 페름교도(창신교도) 출신의 프로테로수치드 아르코사우루스 로시쿠스일 것이다. 에오라사우루스의 아코사우루스의 위치도 아코사우루스보다 더 기초적인 집단(알로코토사우루스, 라이노사우루스, 프로테로사우루스, 그리고 어쩌면 에즈쿠라 외 연구소의 분석에 기초한 유파르케리아와 에리스로사우루스)이 페모-트리라기 멸종 사건 훨씬 이전에 유래되었다는 것을 의미할 것이다. 이것은 이들 집단 내에 긴 유령이 줄지어 서 있다는 것을 암시한다. 이들 집단에서 나온 대부분의 화석은 멸종된 직후까지 나타나지 않기 때문이다. 에오라사우루스는 에스쿠라(2016)의 계통유전 분석에도 활용됐다. 그것은 아코사룡목의 기저부에 다종요법을 형성한 몇몇 불안정한 "프로테로슈아"급 세자의 하나였다. 이 용종은 에오라사우루스와 그 동료 와일드카드 세자를 분석에서 제거한 후에야 해결되었다. 먹이로는 당대에 서식했던 작은 동물, 절지동물, 공룡의 알을 주로 잡아먹고 살았을 육식성의 포식자로 추정되는 종이다.

## 근연종과 아종
다음은 에오라사우루스를 대공룡류로 해석하는 에즈쿠라 외 연구진(2014)의 클래도그램이다. 에오라사우루스의 근연종과 아종에는 다음과 같은 종들이 존재한다.

### 디압시다
에오라사우루스의 근연종과 아종은 크게 디압시다와 사우리아, 아르코사우로모르파의 세가지로 분류가 된다. 이곳은 에오라사우루스의 근연종들 중에서 디압시다에 속하는 종들을 나열한 곳이다.

#### 아레오스실리아속
에오라사우루스의 근연종들 중에 디압시다에 속하는 종들 중에서 아레오스실리아속에 속하는 종들을 나열한 문단이다.
- 아라에오스셀리스

- 페트롤라코사우루스

- 코엘루로사우라부스

#### 영인목
에오라사우루스의 근연종들 중에 디압시다에 속하는 종들 중에서 영인목에 속하는 종들을 나열한 곳이다.
- 아케로소돈토사우루스

- 영이나

### 사우리아
애오라사우루스의 근연종과 아종들 중에서 사우리아에 속하는 종들을 나열한 문단이다.

#### 레피도사우로모르파
에오라사우루스의 근연종들 중에서 레피도사우로모르파에 속하는 종들을 이문단에 나열하였다.

##### 린초체팔리아 =
에오라사우루스의 근연종들 중에서 린초체팔리아에 속하는 종들을 나열한 문단이다.
- 팔리구아나

- 게피로사우루스

- 플라노세팔로사우루스

##### 스콰마타
에오라사우루스의 근연종들 중에서 스콰마타에 속하는 종들을 나열한 곳이다.
- 후에쿠에츠 팔리

- 찰라로돈

- 달링호사우루스

### 아르코사우로모르파
에오라사우루스의 근연종들 중에서 아르코사우로모르파에 속하는 종들을 나열한 문단이다.

#### 원생공룡류
에오라사우루스의 근연종들 중에서 원생공룡류에 속하는 종들을 이곳에 나열하였다.

##### 원시사우루스과
에오라사우루스의 근연종들 중에서 원시사우루스과에 속하는 종들을 나열한 곳이다.
- 아이니그마스트로페우스

- [[[프로토로사우루스]]

##### 타니스트로피아과
에오라사우루스의 근연종들 중에서 타니스트로피아과에 속하는 종들을 이곳에 모두 나열하였다.
- 마크로크네무스

- 타니스트로페우스

- 트릴로포사우루스

##### 린초사우루스과
에오라사우루스의 근연종들 중에서 린초사우루스과에 속하는 종들을 나열한 문단이다.
- 하우시아

- 메소수쿠스

- 노토수쿠스

- 프롤라세르타

### 아공룡목
에오라사우루스의 근연종들 중에서 아공룡목에 속하는 종들을 나열한 곳이다. 이문단에 이문서가 설명하고 있는 에오라사우루스까지 같이 포함되어 있다.

##### 프로테로수치과
에오라사우루스의 근연종들 중에서 프로테로수치과에 속하는 종들을 나열한 곳이다. 이문서에서 설명하고 있는 에오라사우루스의 아종이 이곳에 포함되어 있다.
- 아르코사우루스

- 프로테로수쿠스

- 에오라사우루스

- 에리스로수스

- 유파르케리아

## 생존시기와 서식지와 화석의 발견
에오라사우루스가 생존했던 시기는 고생대의 페름기로서 지금으로부터 2억 9000만년전~2억 4500만년전에 생존했던 종이다. 생존했던 시기에는 당시의 유럽에 고기 습곡 산맥에서 형성된 밀림이나 열대우림에서 주로 서식했던 도마뱀이다. 화석의 발견은 1997년에 유럽의 페름기에 형성된 지층에서 유럽의 고생물학자인 센니코프에 의하여 처음으로 화석이 발굴되어 새롭게 명명된 종이다.

## 같이 보기
- 파충류
- 고생대
- 페름기
- 도마뱀
- 화석